# Cheiracanthium liplikeum
Cheiracanthium liplikeum là một loài nhện trong họ Miturgidae.
Loài này thuộc chi Cheiracanthium. Cheiracanthium liplikeum được Alberto Barrion & James A. Litsinger miêu tả năm 1995.